# Hohen Sprenz
Hohen Sprenz är en kommun och ort i Landkreis Rostock i förbundslandet Mecklenburg-Vorpommern i Tyskland.
Kommunen ingår i kommunalförbundet Amt Laage tillsammans med kommunerna Dolgen am See, Laage och Wardow.